# Who Says
Who Says è un brano musicale cantato dall'artista statunitense Selena Gomez. È stato estratto come primo singolo dall'album When the Sun Goes Down della band Selena Gomez & the Scene, pubblicato il 28 giugno 2011 negli Stati Uniti. La première del brano è avvenuta l'8 marzo 2011 durante il programma radiofonico di Ryan Seacrest. È inoltre accompagnato da un video musicale, che è stato mostrato per la prima volta al pubblico l'11 marzo su Disney Channel. La messa in commercio del brano è avvenuta il 14 marzo e il 16 giugno 2011 ha ricevuto il disco di platino negli Stati Uniti. Who Says si è aggiudicata il premio come miglior singolo del 2011 ai Teen Choice Award.
Il video ha ottenuto la certificazione Vevo.

## Tracce
Download digitale
1. Who Says – 3:15

## Classifiche
| Classifica (2011) | Posizione massima |
| ----------------- | ----------------- |
| Australia         | 57                |
| Austria           | 62                |
| Belgio (Fiandre)  | 58                |
| Canada            | 17                |
| Germania          | 44                |
| Irlanda           | 36                |
| Nuova Zelanda     | 15                |
| Regno Unito       | 51                |
| Slovacchia        | 94                |
| Stati Uniti       | 21                |

### Classifiche di fine anno
| Classifica (2011) | Posizione |
| ----------------- | --------- |
| Canada            | 91        |
| Stati Uniti       | 78        |